# Thaumastoptera calceata
Thaumastoptera calceata là một loài ruồi trong họ Limoniidae. Chúng phân bố ở miền Cổ bắc.